# Jürg Schoop

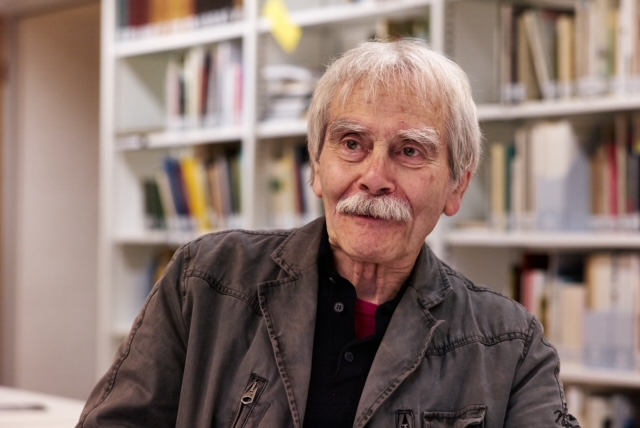
Jürg Schoop (2014)

Jürg Schoop (* 11. Juni 1934 in St. Gallen; † 31. März 2024 in Kreuzlingen) war ein Schweizer Künstler.

## Leben und Wirken
Jürg Schoop wuchs in Romanshorn auf und machte nach einer «grauenhaften Schulerfahrung» keine höhere Ausbildung, sondern eine Lehre als Schaufensterdekorateur. Ab 1955 arbeitete er als freier Grafiker und Dekorateur, dies aber ausdrücklich nur als «nebenberufliche Tätigkeit». 1956 gründete er zusammen mit Kollegen wie dem späteren Schriftsteller und Filmemacher Peter K. Wehrli die «Monatszeitschrift für junge Leute» clou. Diese wurde wegen ihrer nonkonformistischen Haltung, mit Beiträgen zu absurdem Theater, Masturbation oder Abrüstung, vom Staatsschutz überwacht.
Nach der Trennung von seiner Familie zog Schoop 1972 nach Zürich. Er verdiente sich den Lebensunterhalt als Einrahmer, Forstgehilfe oder Magaziner, daneben führte er einen Buchladen, leitete Selbsterfahrungsgruppen und hörte zehn Semester Klinische Psychologie, «um mehr über den Menschen und die eigene Verrücktheit zu erfahren». Da er sich wegen seiner kritischen Haltung auch gegenüber dem Kunstbetrieb national nicht durchsetzen konnte, kehrte er 1983 mit seiner zweiten Lebensgefährtin in den Thurgau zurück. Er lebte und arbeitete 27 Jahre im Fahrhof in der Gemeinde Neunforn, «einer Bilderbuchidylle an der Thur», und danach bis zu seinem Tod am Ostersonntag 2024 in Kreuzlingen.
Schoop drückte sich als «Mann, der alles zu Kunst machte» zeitlebens in vielen Sparten aus, so auch mit philosophischen Texten, elektronischen Soundexperimenten oder tachistischer Malerei. Vor allem aber schuf er Collagen aus Zeitungsschnipseln, Plakatausrissen oder Verpackungsresten und fand seine Bilder mit der Kamera, so von Blättern und Blüten, die in einem Brunnen schwammen. Das Kunstmuseum des Kantons Thurgau stellte 1985 seine Malerei und 1998 seine Collagen vor; der Kanton Thurgau verlieh ihm 1998 den Kulturpreis. Das Werk von Jürg Schoop wird in einer Publikation der kantonalen Kulturstiftung von 2008 präsentiert und auf seiner persönlichen Website dokumentiert.